# Corporate Europe Observatory
Corporate Europe Observatory(CEO) je nezisková organizace sledující vlivy firemního lobbingu na politiku Evropské unie.
Organizace provádí zkoumání aktivit firemní lobbingu a publikuje o něm zprávy. Je také jedním ze zakladatelů Alliance for Lobbying Transparency and Ethics Regulation (ALTER-EU), což je koalice více než 160 nevládních organizací, odborových uskupení a akademiků zabývající se vlivem lobbingu na politiku v Evropě a usilujících o jeho regulaci.
CEO je také spoluorganizátorem vyhlašování anticeny za nejhorší lobbing v Evropské unii Worst EU Lobbying Awards.
Jedním z členů její dozorčí rady je také Jakub Patočka, český novinář a šéfredaktor Deníku Referendum.